# Taxi Driver (Joan Thiele)
Taxi Driver è un singolo della cantautrice italiana Joan Thiele pubblicato il 6 maggio 2016.

## Video musicale
Il video musicale, diretto da Fabrizio Conte, è stato pubblicato il 16 giugno 2016 sul canale YouTube della cantante.

## Tracce
Testi e musiche di Joan Thiele.
1. Taxi Driver – 3:04